# Exploració progressiva
L'exploració progressiva és el mètode d'exploració seqüencial de les línies d'una imatge de televisió, un escombratge successiu d'una línia després de l'altre que realitzen els aparells de televisió per solucionar els dos grans defectes de la TV PAL entrellaçada, el parpelleig i la baixa resolució. L'exploració progressiva s'usa de manera universal en pantalles d'ordinador en la dècada de 2000.

## Descripció tècnica
Una altra forma de compensar els defectes del PAL, es basa a transformar l'exploració entrellaçada en progressiva a través d'una visualització de 50 Hz. Les línies dels camps s'interpolen amb la finalitat d'obtenir les 576 línies del quadre PAL contingudes en el quadre. De totes maneres, la reconversió dels camps per obtenir un quadre sempre és origen d'errors temporals.
El desavantatge de l'exploració progressiva és que requereix una amplada de banda més alta que el vídeo entrellaçat que té la mateixa mida de quadre i velocitat d'actualització vertical. A causa d'això, 1080p no s'utilitza per emetre.